# John Whitehead
John Whitehead (30 de junho de 1860 — 2 de junho de 1899) foi um explorador e naturalista inglês.
Whitehead viajou a Bornéu entre 1885 e 1888, onde reuniu uma coleção de novas espécies zoológicas para a ciência, incluindo a águia Calyptomena whiteheadi. No seu retorno, escreveu The Explorations of Mount Kina-Balu (1893). Entre 1893 e 1896 ele explorou as Filipinas, onde coletou novas espécies, incluindo a águia-das-filipinas, cujo nome binomial é uma homenagem ao seu pai. 
Whitehead tinha a intenção de retornar às Filipinas em 1899, mas foi forçado a mudar seu planos devido a guerra hispano-americana. Ele então viajou para a ilha de Hainan, onde morreu de febre.
Espécies relacionadas ao John Whitehead:
- Kerivoula whiteheadi Kerivoula whiteheadi
- Harpy fruit bat Harpyionycteris whiteheadi
- Whitehead's spiny rat Maxomys whiteheadi
- Luzon striped rat Chrotomys whiteheadi
- Tufted pygmy squirrel Exilisciurus whiteheadi
- Luzon striped rat Chrotomys  whiteheadi
- Whitehead's Borneo frog - Meristogenys whiteheadi
- White-winged magpie Urocissa whiteheadi
- Whitehead's broadbill Calyptomena whiteheadi
- Whitehead's trogon Harpactes whiteheadi
- Whitehead's spiderhunter Arachnothera juliae
- Spotted Wood-owl Strix seloputo, formerly Surnia whiteheadi
- Whitehead's swiftlet Collocalia whiteheadi
- Bornean stubtail Urosphena whiteheadi
- Chestnut-faced babbler Zosterornis whiteheadi
- Trepadeira-corsa Sitta whiteheadi
- Hainan silver pheasant Lophura nycthemera whiteheadi